# 安田陸矢
安田 陸矢（やすだ りくや、1998年8月19日 - ）は、日本の男性声優。奈良県出身。アーツビジョン所属。

## 略歴
声優になるきっかけは中学時代あたりからアニメを見るようになり、アニメを見ていくうちに職業としての声優を知った。イベント、ライブなどで活躍している声優たちを聞いて、その動画を見て声優を目指した。
日本ナレーション演技研究所出身。

## 人物
趣味は登山、バスケットボール。特技はモノマネ、家事全般。幼少期はボーイスカウトに所属していた。兄と弟がいる。
同期に森永彩斗、浦和希、大野智敬がいる。

## 出演
太字はメインキャラクター。

### テレビアニメ
2017年
- セントールの悩み（友人）
- クラシカロイド（配達員）

2018年
- アイドリッシュセブン（スタッフA）
- citrus（男性）
- ベイブレードバースト シリーズ（2018年 - 2019年、墨江フブキ、観客1） - 2シリーズ
- 美男高校地球防衛部HAPPY KISS!（万座太子）
- 魔法少女サイト（生徒D、男子生徒A）
- 弱虫ペダル シリーズ（2018年 - 2023年、観客） - 2シリーズ
- 夢王国と眠れる100人の王子様（フセ）
- 音楽少女（カメラマン、スタッフ、番組スタッフ、音楽少女ファン、メロフェススタッフ）
- ゆらぎ荘の幽奈さん（髪喰い）
- はたらく細胞（2018年 - 2021年、赤血球2、赤血球1、一般細胞2、白血球1） - 2シリーズ
- ベルゼブブ嬢のお気に召すまま。（ミュリン）

2019年
- ガーリー・エアフォース（アロー02）
- 賢者の孫（フリオ）
- スタミュ（生徒）
- ロード・エルメロイII世の事件簿 -魔眼蒐集列車 Grace note-（生徒）
- からかい上手の高木さん2（男子中学生）
- 女子高生の無駄づかい（他校の男子高生）
- 星合の空（男子生徒）
- 厨病激発ボーイ（厨二葉）
- ぼくたちは勉強ができない!（男子学生）
- あひるの空（2019年 - 2020年、西脇の舎弟、化学部員）

2020年 
- 魔術士オーフェンはぐれ旅（2020年 - 2023年、コミクロン） - 4シリーズ
- とある科学の超電磁砲T（委員）
- ハイキュー!! TO THE TOP（長松夢人）
- ダーウィンズゲーム（ケルベロス弟）
- 遊☆戯☆王SEVENS（2020年 - 2021年、遠藤リク、担任、トシヒコ、店主、トップ・オブ・ヘキサゴン 他）
- かぐや様は告らせたい?〜天才たちの恋愛頭脳戦〜（男子生徒）
- 白猫プロジェクト ZERO CHRONICLE（白の騎士、黒の兵士）
- 食戟のソーマ 豪ノ皿（料理人A）
- 池袋ウエストゲートパーク（GボーイC、山本、ギャングC、東龍の組員B、GボーイB 他）
- トミカ絆合体 アースグランナー（2020年 - 2021年、ガオグランナーブループテラ）

2021年
- 2.43 清陰高校男子バレー部（同級生、紋代中部員）
- たとえばラストダンジョン前の村の少年が序盤の街で暮らすような物語（士官学生A）
- BEASTARS（カール）
- スケートリーディング☆スターズ（他校生徒、五十嵐駿）
- ホリミヤ（男子生徒）
- ミュークルドリーミー（男子B）
- ゆるキャン△ SEASON2（カメラ）
- イジらないで、長瀞さん（男子）
- ふしぎ駄菓子屋 銭天堂（南川陸斗）
- マブラヴ オルタネイティヴ（2021年 - 2022年、通信兵A、オペレーターA、反乱軍衛士B、クラスメイト、通信兵 他） - 2シリーズ
- 無職転生 〜異世界行ったら本気だす〜（友人A）

2022年
- ハコヅメ〜交番女子の逆襲〜（和流崎の孫）
- 可愛いだけじゃない式守さん（男子生徒）
- 処刑少女の生きる道（騎士）
- アオアシ（明神謙五）
- 継母の連れ子が元カノだった（男子生徒B）
- 陰の実力者になりたくて!（2022年 - 2023年、イケメン、マルコ） - 2シリーズ
- ぼっち・ざ・ろっく!（ライブの観客、生徒）

2023年
- ノケモノたちの夜（ルーカス・ブラックベル）
- お隣の天使様にいつの間にか駄目人間にされていた件（男子生徒）
- 絆のアリル（友達4、友達2）
- アリス・ギア・アイギス Expansion（男）
- この素晴らしい世界に爆焔を!（しこべい）
- 転生貴族の異世界冒険録〜自重を知らない神々の使徒〜（ダノム）
- 鬼滅の刃 刀鍛冶の里編
- 七つの魔剣が支配する（男子生徒A）
- はたらく魔王さま!!（生徒）
- ひきこまり吸血姫の悶々（第七部隊員A）
- オーバーテイク!（マーシャル、ベルソリーゾピットクルー）
- 私の推しは悪役令嬢。（マット）
- 呪術廻戦 懐玉・玉折/渋谷事変（一般人）
- ゴブリンスレイヤーII（ゴブリン、交易神神官）
- ポーション頼みで生き延びます!（兵士）

2024年
- 月刊モー想科学（リン）
- 悪役令嬢レベル99 〜私は裏ボスですが魔王ではありません〜（ベス）
- 明治撃剣-1874-（牧野、Imperial Guard）
- SYNDUALITY Noir
- 姫様“拷問”の時間です（ANO HOTEL スタッフ）
- ブルーアーカイブ The Animation（舎弟）
- ヴァンパイア男子寮（男子生徒C）
- WIND BREAKER
- 黒執事 -寄宿学校編-（学生）
- この素晴らしい世界に祝福を!3（騎士）
- 魔王軍最強の魔術師は人間だった（白薔薇騎士団兵B）
- 転生したらスライムだった件（ゴブエモン）
- この世界は不完全すぎる（村人）
- 時々ボソッとロシア語でデレる隣のアーリャさん（サッカー部員、男子生徒）
- 2.5次元の誘惑（カメコC）
- 【推しの子】（スタッフ）
- 青のミブロ（お客、しんすけ）
- 星降る王国のニナ（ガイナン）
- トリリオンゲーム（2024年 - 2025年、斜森）
- ダンダダン（クラスメイトD）

2025年
- ギルドの受付嬢ですが、残業は嫌なのでボスをソロ討伐しようと思います（ロウ・ロズブレンダ）
- ハニーレモンソーダ（きよし）
- チ。-地球の運動について-（騎士団）
- 不遇職【鑑定士】が実は最強だった（領民）
- SAKAMOTO DAYS（客）
- スライム倒して300年、知らないうちにレベルMAXになってました ～そのに～（村人A）
- ゴリラの神から加護された令嬢は王立騎士団で可愛がられる（反王制派）
- 紫雲寺家の子供たち（男A）
- ゲーセン少女と異文化交流（バイトA、VR内ハンターA）
- カラオケ行こ!（友達1）
- さわらないで小手指くん（小手指向陽 ）

### 劇場アニメ
- 劇場版 ダンジョンに出会いを求めるのは間違っているだろうか -オリオンの矢-（2019年、団員）
- 劇場版 誰ガ為のアルケミスト（2019年、村人）
- 映画 この素晴らしい世界に祝福を!紅伝説（2019年、しこべい）
- クレヨンしんちゃん 激突! ラクガキングダムとほぼ四人の勇者（2020年、ラクガキ兵士）
- コードギアス 奪還のロゼ（2024年、副団長、管制官）

### Webアニメ
- ゼノンザード THE ANIMATION（2019年、生徒C）
- バキ（2020年、観客）
- ロマンティック・キラー（2022年、森）
- ウマ娘 プリティーダービー ROAD TO THE TOP（2023年、ファン）
- ハンドレッドノート（2023年-、踏分誠一）

### ゲーム
2018年
- ベイブレードバースト バトルゼロ（墨江フブキ）

2019年
- グリムエコーズ（帽子屋ハッタ）
- なむあみだ仏っ!-蓮台 UTENA-（金剛塗菩薩、波夷羅大将）
- 覇穹 封神演義 〜センカイクロニクル〜（魔礼海）
- SDガンダム GGENERATION CROSSRAYS（アルジ・ミラージ）
- ステップライド（室川蒼吾）
- 禍つヴァールハイト（ジーク）
- ルチアーノ同盟（ヴォースィミ）
- クイズRPG 魔法使いと黒猫のウィズ（ヴィラード・カーミラ）

2020年
- ボク姫PROJECT（♂マスク1号）
- メガミヒストリア（シェイクスピア、スライムキング、ガウェイン）

2021年
- 幻獣契約クリプトラクト（カエサル）
- ファイナルファンタジーXIV: 暁月のフィナーレ（エレンヴィル）

2022年
- 機動戦士ガンダム 鉄血のオルフェンズG（アルジ・ミラージ）

2024年
- ライドカメンズ（魅上才悟 / 仮面ライダー才悟）
- 真・女神転生V Vengeance（クルースニク）
- ブラウンダスト2（アルカン）

2025年
- 根暗なクラスメイトが俺の胃袋を掴んで放してくれない（斉藤秋人）

### ドラマCD
- レモンスカッシュスコア（2023年、高松悠生[25]）

### 吹き替え
- バットウィール（2023年、トイマン）
- 龍族 -The Blazing Dawn-（2024年、学生）

### デジタルコミック
- アニコミ 25歳処女、7歳年下の男子高校生と同棲します!?（2019年、新名志貴[26]）
- ＆GENTE（アンジェンテ） オメガのおれの嘘つきくすり指（2023年、葛西勇人）[27]
- 推す BL Lab. 【イケ生ボイスCH】 銀次と桃田（2023年、新谷輝）[28]
- 双葉社公式コミックチャンネル 愛さないといわれましても～元魔王の伯爵令嬢は生真面目軍人に餌付けをされて幸せになる～（2024年、ロドニー）[29]

### ラジオ
※はインターネット配信。
- 美男高校地球防衛部RADIO HAPPY KISS!（2018年 - 2019年、ラジオ大阪）
- パンデモニウムモンブラン〜ベルゼブブ嬢のお気に召すまま。〜（2018年 - 2019年、音泉※）[30]
- TOKYO FINE BOYS（2018年 - 、ニコニコ生放送※）[31]
- ラジオダブルディア シーズン9（2023年、ラジ友※）[32]

### 映像
※はインターネット配信。
- 美男高校地球防衛部HAPPY KISS!生放送〜ハッピーな魔法をお届け！〜（2018年、LINE LIVE※）
- これから声優アップデートバラエティ『これアプ』(2018年 - 2020年、GYAO!※)
- 推す♂BL（2022年、ニコニコチャンネル、YouTube※）[33] - 広瀬裕也と共にMC担当

### PV
- みらい文庫ちゃんねる『放課後ゆ～れい部の事件ファイル』PV（2021年、三田衣怜[34]）
- みらい文庫ちゃんねる『絶滅世界』（2021年[35]） - クレジット表記はRikuya Yasuda
- みらい文庫ちゃんねる『九死一生ゲーム』PV（2021年、市川塁[36]）
- 『やまさん〜山小屋三姉妹〜』コミックス1巻発売PV（2023年、西園寺[37]）

### オーディオドラマ
- みらい文庫ちゃんねる『九死一生ゲーム』ボイスドラマ（2021年、ナレーター、市川塁[38]）
- みらい文庫ちゃんねる『放課後ゆ～れい部の事件ファイル』ボイスドラマ（2021年、冒頭ナレーター、三田衣怜[39]）
- みらい文庫ちゃんねる『絶滅世界』ボイスドラマ（2021年、ナレーター、藤山タイガ[40]）
- 恋が暴走する惑星 ゆるカップル（2022年、ひろくん[41]）

### 朗読劇
- ネコたん！〜猫町怪異奇譚〜（2024年、サクタロー[42]）

### その他コンテンツ
- 料理系”ぬい”Tubeチャンネル「ぬいぐるめ」（2021年 - 2022年、ハレ[43]）
- リモート☆ホスト（2021年 -、環珠[44]）
- スワロウテイルYouTubeCH （踏分誠一）

## ディスコグラフィ

### キャラクターソング
| 発売日   | 商品名                                                                               | 歌                                                               | 楽曲                                 | 備考                                                            |
| 2018年   | 2018年                                                                               | 2018年                                                           | 2018年                               | 2018年                                                          |
| -------- | ------------------------------------------------------------------------------------ | ---------------------------------------------------------------- | ------------------------------------ | --------------------------------------------------------------- |
| 4月18日  | 絶対最幸☆HAPPY KISS☆                                                                 | 地球防衛部HK                                                     | 「絶対最幸☆HAPPY KISS☆」             | テレビアニメ『美男高校地球防衛部HAPPY KISS!』オープニングテーマ |
| 4月18日  | 絶対最幸☆HAPPY KISS☆                                                                 | 地球防衛部HK                                                     | 「HAPPY READY?????」                 | テレビアニメ『美男高校地球防衛部HAPPY KISS!』挿入歌             |
| 5月16日  | 美男高校地球防衛部HAPPY KISS!キャラクターソングCD1 ハッピーキッスSONGS〜Happy&Set!〜 | 万座太子（安田陸矢）                                             | 「THIS IS THE MANZA!!」              | テレビアニメ『美男高校地球防衛部HAPPY KISS!』関連曲             |
| 6月20日  | 美男高校地球防衛部HAPPY KISS!キャラクターソングCD3 デュエットSONGS〜Happy&Turn!〜    | 万座太子（安田陸矢）、道後一六（葉山翔太）                       | 「意地っぱり合いEveryday!」          | テレビアニメ『美男高校地球防衛部HAPPY KISS!』関連曲             |
| 10月17日 | 美男高校地球防衛部HAPPY KISS! BD・DVD第5巻 きゃにめ限定特典CD                        | 万座太子（安田陸矢）                                             | 「絶対最幸☆HAPPY KISS☆」             | テレビアニメ『美男高校地球防衛部HAPPY KISS!』関連曲             |
| 2019年   |                                                                                      |                                                                  |                                      |                                                                 |
| 1月30日  | ベルゼブブ嬢のお気に召すまま。 BD・DVD第2巻特典CD                                    | ミュリン（安田陸矢）、アスタロト（松岡禎丞）                     | 「結論は超天使」                     | テレビアニメ『ベルゼブブ嬢のお気に召すまま。』関連曲            |
| 5月29日  | ベルゼブブ嬢のお気に召すまま。 BD・DVD第6巻特典CD                                    | ミュリン（安田陸矢）、アザゼル（日野聡）、アスタロト（松岡禎丞） | 「ゆるっとふわっとエブリディ」       | テレビアニメ『ベルゼブブ嬢のお気に召すまま。』関連曲            |
| 11月6日  | 厨病激発ボーイ                                                                       | 皆神高校ヒーロー部                                               | 「厨病激発ボーイ」                   | テレビアニメ『厨病激発ボーイ』オープニングテーマ                |
| 11月6日  | 厨病激発ボーイ                                                                       | †刹那騎悧斗†（安田陸矢）                                         | 「KISS FOR LOVE」                    | テレビアニメ『厨病激発ボーイ』関連曲                            |
| 2020年   |                                                                                      |                                                                  |                                      |                                                                 |
| 1月22日  | 厨病激発ボーイ オリジナルサウンドトラック                                            | 皆神高校ヒーロー部                                               | 「青春症候群」                       | テレビアニメ『厨病激発ボーイ』関連曲                            |
| 2021年   |                                                                                      |                                                                  |                                      |                                                                 |
| 12月15日 | リモート☆ホスト Club Saturno No.2 環珠                                               | 環珠（安田陸矢）                                                 | 「Most beautiful 俺」 「ゲラメキユ」 | 『リモート☆ホスト』関連曲                                       |
| 12月15日 | リモート☆ホスト Club Saturno's Collection                                            | Saturno 5                                                        | 「ゲラメキユ」                       | 『リモート☆ホスト』関連曲                                       |
| 12月15日 | リモート☆ホスト Club Saturno's Collection                                            | Venere 5、Saturno 5                                              | 「ゲラメキユ」                       | 『リモート☆ホスト』関連曲                                       |
| 2022年   |                                                                                      |                                                                  |                                      |                                                                 |
| 12月7日  | リモート☆ホスト Club Saturno No.1 環珠                                               | 環珠（安田陸矢）                                                 | 「GO!GO!極楽浄土!」                  | 『リモート☆ホスト』関連曲                                       |
| 12月7日  | ゲラメキユ2022 All ver.                                                              | Venere 5、Saturno 5                                              | 「ゲラメキユ2022 All ver.」          | 『リモート☆ホスト』関連曲                                       |
| 12月7日  | ゲラメキユ2022 Club Saturno ver.                                                     | Saturno 5                                                        | 「ゲラメキユ2022 Club Saturno ver.」 | 『リモート☆ホスト』関連曲                                       |
| 2023年   |                                                                                      |                                                                  |                                      |                                                                 |
| 5月24日  | レモンスカッシュスコア vol.1                                                         | Chroma7ree                                                       | 「HONEY FLOWER」 「We wanna Dive!」  | キャラクターCD『レモンスカッシュスコア』関連曲                  |
| 7月19日  | ガチンコ2023                                                                         | Saturno 5                                                        | 「ガチンコ2023」                     | 『リモート☆ホスト』関連曲                                       |
| 10月4日  | レモンスカッシュスコア Vol.2                                                         | 高松悠生（安田陸矢）、相良理央（永塚拓馬）、宝生湊（土岐隼一）   | 「Wizards」 「ACCELERATION」         | キャラクターCD『レモンスカッシュスコア』関連曲                  |
| 12月6日  | リモート☆ホスト デュエットCD③                                                        | 夕星（石井孝英）、環珠（安田陸矢）                               | 「トーキョーシティボーイズ」         | 『リモート☆ホスト』関連曲                                       |

### シリーズ一覧
1. ↑  第2期『神（ゴッド）』（2018年）、第3期『超ゼツ』（2018年 - 2019年）
2. ↑  第4期『GLORY LINE』（2018年）、第5期『LIMIT BREAK』（2022年 - 2023年）
3. ↑  第1期（2018年）、第2期『はたらく細胞!!』（2021年）
4. ↑  第1期（2020年）、第2期『キムラック編』（2021年）、第3期『アーバンラマ編』（2023年）、第4期『聖域編』（2023年）
5. ↑  第1期（2021年）、第2期（2022年）
6. ↑  1st season（2022年）、2nd season（2023年）

### 初出話一覧
1. 1 2 3 4  第2話初出
2. 1 2 3 4  第4話初出
3. ↑  第20話初出
4. 1 2  第9話初出
5. 1 2 3 4  第1話初出
6. 1 2 3 4  第5話初出
7. ↑  第63話初出
8. 1 2 3  第3話初出
9. ↑  第24話初出
10. ↑  第8話初出
11. ↑  第14話初出
12. 1 2  第10話初出
13. ↑  第22話初出
14. ↑  第11話初出
15. 1 2 3  第12話初出

### ユニットメンバー
1. ↑  修善寺鏡太郎（下鶴直幸）、霧島龍馬（小俣凌雅）、和倉七緒（石井孝英）、万座太子（安田陸矢）、道後一六（葉山翔太）
2. 1 2  野田大和（山下大輝）、高嶋智樹（仲村宗悟）、中村和博（株元英彰）、九十九零（榎木淳弥）、厨二葉（安田陸矢）
3. 1 2  小林節、安田陸矢、小池貴大、山本智哉、柴野嵩大
4. 1 2  坂田将吾、田邊幸輔、柏崎隼史、岡野友佑、石井孝英
5. 1 2  安田陸矢、小池貴大、山本智哉、柴野嵩大、大野智敬
6. ↑  結城日向（戸谷菊之介）、高松悠生（安田陸矢）、相良理央（永塚拓馬）、藤堂暁（白井悠介）、橘千紘（石谷春貴）、麻倉瑛都（住谷哲栄）、宝生湊（土岐隼一）
7. ↑  大野智敬、安田陸矢、山本智哉、小池貴大、柴野嵩大